# Thomas Gambier Parry
Pour les articles homonymes, voir Parry.
Thomas Gambier Parry, né le 22 février 1816 et mort le 28 septembre 1888, est un artiste et collectionneur d'art anglais, connu pour avoir inventé une technique de peinture murale aujourd'hui appelée Gambier Parry process, et avoir constitué une riche collection de peinture italienne des XIVe et XVe siècles et d'objets d'art du Moyen Âge et de la Renaissance, que ses héritiers ont donné à l'Institut Courtauld en 1966. 

## Biographie
Ses parents étant morts pendant son enfance, il est élevé par ses oncles et tantes maternels (la famille Gambier) ; il est le neveu de l'amiral John James Gambier. Il étudie au Collège d'Eton et au Trinity College de Cambridge. À l'âge de vingt-et-un ans, il s'installe à Highnam Court, dans le Gloucestershire. Il épouse en 1839 Anna Maria Isabella Fynes-Clinton, fille de Henry Fynes Clinton. Seuls deux de leurs enfants atteignent l'âge adulte : Clinton Charles Parry et Charles Hubert Hastings Parry, né en 1848. Isabella meurt douze jours après la naissance de ce dernier. En 1851, Thomas Gambier Parry épouse en secondes noces Ethelinda Lear, fille de Francis Lear, doyen de la cathédrale de Salisbury, avec laquelle il a six autres enfants.
Le père et le grand père de Thomas Gambier Parry étaient tous deux directeurs de la Compagnie britannique des Indes orientales (la Compagnie était dirigée par un gouverneur et un conseil de vingt-quatre directeurs). Il en hérite une immense fortune, qu'il consacre en grande partie à la philanthropie (il fonde un hôpital pour enfants, un orphelinat et un collège à Gloucester, une église et une école sur son domaine d'Highnam Court) et à l'achat d’œuvres d'art. Il fait également réaliser sur son domaine des jardins, dont l'un des premiers arboretums d'Angleterre spécialisés dans les conifères . 
Après avoir étudié les techniques italiennes de peinture à la fresque et avoir mis au point sa propre technique, il réalise de grandes fresques à la cathédrale de la Sainte-et-Indivisible-Trinité d’Ely, à la cathédrale de Gloucester et à l'église des Saint-Innocents d'Highnam. Il est enterré dans cette église. 
Thomas Gambier Parry est par ailleurs proche du Mouvement d'Oxford, et un membre éminent de la Cambridge Camden Society.

## Collection

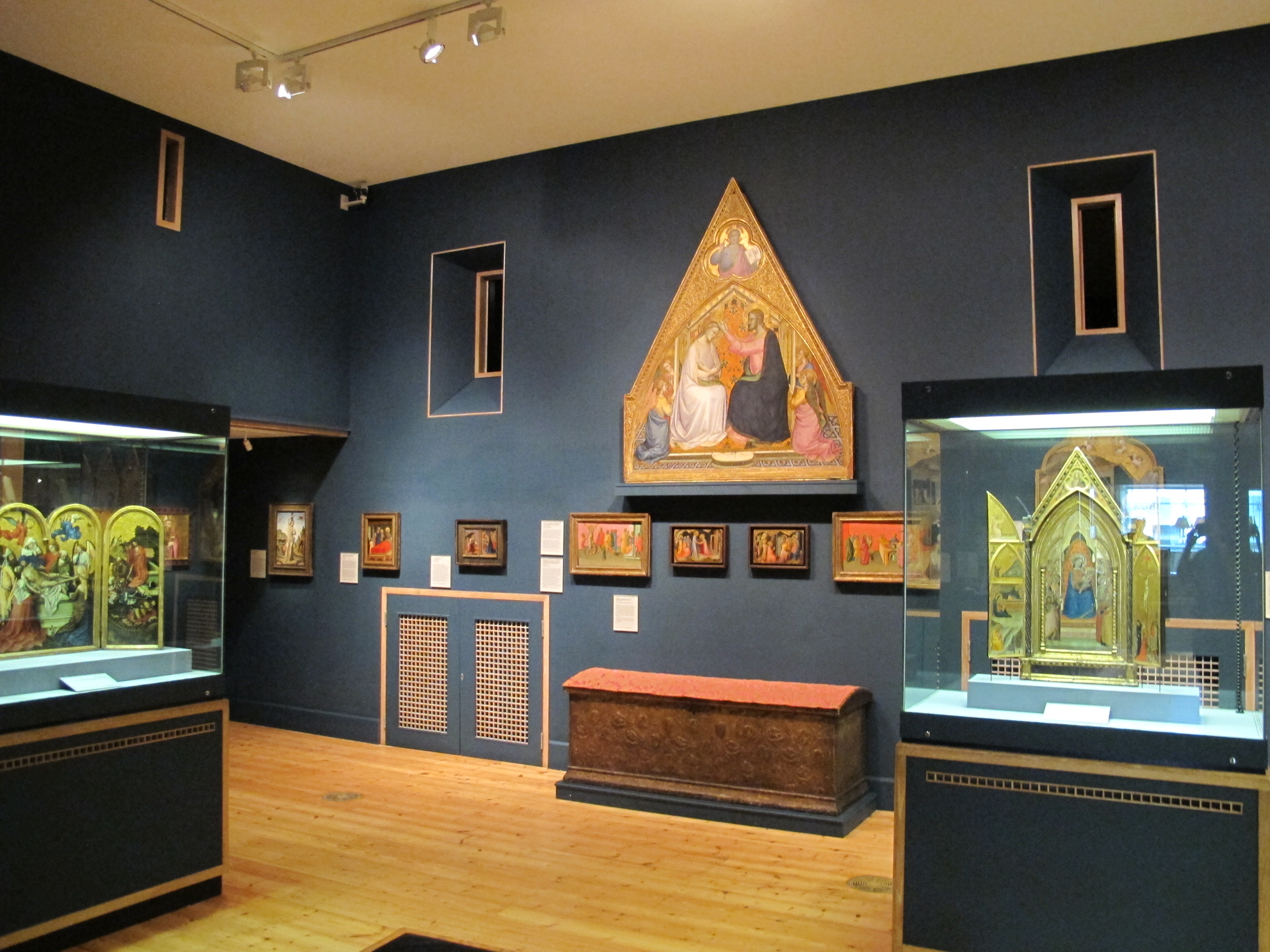
Salle de la Courtauld Gallery dans laquelle une partie de la collection de Thomas Gambier Parry est exposée.

Thomas Gambier Parry a acquis au fil des années une importante collection d'art, aussi bien en se rendant sur le continent européen (notamment en Italie) que dans des ventes publiques ou auprès de marchands d'art. Il avait notamment de nombreuses peintures de la fin du Moyen Âge et du début de la Renaissance, des ivoires, des majoliques , des objets de métal issus du monde islamique, etc. La plus grande partie de cette collection a été donnée à la Courtauld Gallery en 1966 par ses héritiers. 
Il a commencé par rassembler des œuvres des XVIe et XVIIe siècles, avant de se tourner vers celles des XIVe et XVe siècles, alors peu recherchées - sauf par certains collectionneurs comme le prince Albert. Il a notamment acquis un Couronnement de la Vierge de Lorenzo Monaco, trois panneaux de prédelles représentant le Christ et des saints, de Fra Angelico, un petit diptyque représentant l'Annonciation, de Pesellino, deux autres panneaux de prédelle de Lorenzo Monaco, et d'autres panneaux de retable de maîtres moins connus. Des feuillets enluminés de l'atelier du maître de Boucicaut faisaient également partie de sa collection. 
Certaines pièces, dont deux tableaux de Van Dyck et un des frères Le Nain, ainsi qu'une collection de grès, sont restées à Highnam. D'autres avaient été vendues avant la donation de 1966, notamment des ivoires médiévaux. Trois de ces ivoires, ainsi que quatre pièces en émaux de Limoges du XVIe siècle vendues en 1871, ont été acquis par le Victoria and Albert Museum. Une châsse reliquaire se trouve aujourd'hui à la National Gallery of Art de Washington, après être passée par la collection Widener .